# Gregory J. Harbaugh
Gregory Jordan Harbaugh, född 15 april 1956 i Cleveland, är en amerikansk astronaut uttagen i astronautgrupp 12 den 5 juni 1987.

## Rymdfärder
- STS-39
- STS-54
- STS-71
- STS-82